# Venture Debt
 (mai 2025).
Venture Debt (également appelé Venture Loan, Dette de croissance ou Venture Lending) est une forme de financement par dette accordé à des start-up existantes. Il s'agit généralement d'un prêt bullet ou d'un financement avec des conditions particulières, proposé par des banques spécialisées, des institutions financières ou des fonds. Ces prêts sont souvent utilisés pour financer le fonds de roulement ou des investissements dans des actifs durables tels que des équipements ou des infrastructures.
Contrairement aux prêts bancaires traditionnels, qui reposent sur des flux de trésorerie positifs ou des garanties substantielles, le venture debt s'adresse spécifiquement aux entreprises en phase de croissance soutenues par du capital-risque (venture capital) et qui souvent ne génèrent pas encore de bénéfices ou ne disposent pas de garanties significatives. Le risque accru pour le prêteur est compensé par des taux d'intérêt relativement élevés (entre 8 % et 20 % par an) ainsi que par des composantes de rendement supplémentaires comme les warrants (c'est-à-dire des options pour acquérir des actions de l'entreprise).

## Taille du marché et dynamique du secteur
En général, le venture debt est destiné à des start-up plus matures, présentes sur le marché depuis trois ou quatre ans, avec des revenus stables et un certain niveau de solvabilité.
Aux États-Unis, le venture debt est souvent considéré comme un complément au capital-risque et représente généralement environ un tiers à la moitié du capital investi. On estime que le marché mondial du venture debt atteint plusieurs milliards de dollars par an.
L'intérêt croissant pour le venture debt en Europe a été favorisé, entre autres, par l'augmentation du nombre de start-up financées avec succès et par la professionnalisation progressive des acteurs du marché.